# Aedes pollinctor
Aedes pollinctor är en tvåvingeart som beskrevs av Graham 1910. Aedes pollinctor ingår i släktet Aedes och familjen stickmyggor. Inga underarter finns listade i Catalogue of Life.